# Churchs Ferry
Churchs Ferry è un centro abitato (city) degli Stati Uniti d'America, situato nella Contea di Ramsey nello Stato del Dakota del Nord. Nel censimento del 2000 la popolazione era di 77 abitanti. La città è stata fondata nel 1886.

## Geografia fisica
Secondo i rilevamenti dell'United States Census Bureau, la località di Churchs Ferry si estende su una superficie di 1,10 km², tutti occupati da terre.

## Popolazione
Secondo il censimento del 2000, a Churchs Ferry vivevano 77 persone, ed erano presenti 26 gruppi familiari. La densità di popolazione era di 69 ab./km². Nel territorio comunale si trovavano 46 unità edificate. Per quanto riguarda la composizione etnica degli abitanti, il 100% era bianco.
Per quanto riguarda la suddivisione della popolazione in fasce d'età, il 19,5% era al di sotto dei 18, il 3,9% fra i 18 e i 24, il 23,4% fra i 25 e i 44, il 36,4% fra i 45 e i 64, mentre infine il 16,9% era al di sopra dei 65 anni di età. L'età media della popolazione era di 48 anni. Per ogni 100 donne residenti vivevano 102,6 maschi.